# Aleksander Własow
Aleksander Własow, biał. Аляксандр Уласаў, Alaksandr Ułasau (ur. 16 sierpnia 1874 w Wilejce, zm. 11 marca 1941 w Nowosybirsku) – białoruski działacz narodowy, polityk, senator II RP, z wykształcenia ekonomista.

## Życiorys

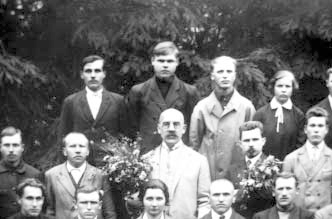
Uczestnicy okręgowego zjazdu Towarzystwa Szkoły Białoruskiej w Grodnie w 1928; Aleksander Własow w środku drugiego rzędu

Uczył się w seminarium duchownym w Pińsku i szkole średniej w Lipawie, później studiował na Politechnice Ryskiej (1899–1905).
W 1904 organizował Białoruską Socjalistyczną Hramadę, trzy lata później stanął na czele redakcji „Naszej Niwy” (1907–1914), wydawał również pisma dla dzieci („Łuczynka”) i rolników („Sacha”). Za działalność narodową w czasach carskich więziony.
W 1918 wszedł w skład Rady BRL, rok później przywrócił do życia Białoruskie Towarzystwo Naukowe „Nasza chatka” w Wilnie. 
Po Traktacie Ryskim pozostał w Polsce. W latach 1922–1927 sprawował mandat senatora I kadencji z listy Bloku Mniejszości Narodowych. 
16 października 1939 aresztowany przez NKWD. Więziony w Wilejce i Mołodecznie. 29 listopada 1940 skazany na 5 lat łagru. Zmarł 11 marca 1941 w Nowosybirsku.